# Gordon Banks
Gordon Banks   (Sheffield, 30 de desembre de 1937 - Stoke-on-Trent, 12 de febrer de 2019) fou un destacat porter de futbol anglès dels anys 60. És considerat, per molts especialistes, el millor porter anglès de tots els temps.

## Biografia
Nascut a Sheffield el 30 de desembre de 1937, començà a practicar el futbol al Chesterfield FC. En categories inferiors aconseguí arribar a la final de la FA Cup. El 1958 debutà amb el primer equip a la Tercera Divisió. L'any següent firmà amb el Leicester City de primera divisió, club que pagà per ell un traspàs de 7.000 lliures.
L'any 1961 arribà a la final de la FA Cup però el seu club sortí derrotat davant el Tottenham Hotspur FC. Dos anys més tard, el 1963 debutà amb la selecció anglesa de l'entrenador Alf Ramsey però perdé la seva segona final de la FA Cup, aquest cop davant del Manchester United. El seu primer títol l'aconseguí a la Copa de la Lliga anglesa l'any 1964. Però el seu gran any arribà el 1966. La Copa del Món de Futbol es disputava a Anglaterra i Banks era el porter titular de la selecció. Després de superar Argentina i Portugal l'equip anglès derrotà Alemanya Occidental a la pròrroga de la final per 4 a 2. Gordon fou un dels millors jugadors del seleccionat.
La temporada següent al Mundial, Banks fou transferit al Stoke City. El seu lloc al Leicester fou ocupat per un jove porter anomenat Peter Shilton. El 1970 tornà a ser el porter titular de la selecció anglesa a la Copa del Món. En total disputà 73 partits amb la selecció anglesa entre 1963 i 1972. Aquest darrer any guanyà la seva segona Copa de la Lliga (primera amb l'Stoke) i fou guardonat amb el premi al futbolista de l'any de l'Associació d'Escriptors de Futbol. Un accident de cotxe el 22 d'octubre de 1972 li causà la pèrdua de visió de l'ull dret. Aquest fet el decidí a provar l'aventura nord-americana de la NASL amb el Fort Lauderdale Strikers abans de retirar-se del futbol. Fou inclòs al Saló de la Fama del futbol anglès, rebé l'Ordre de l'Imperi Britànic i fou guardonat amb el doctorat honoris causa a la Universitat de Keele (2006).
El 1970 estava en la llista dels 50 primers millors jugadors del futbol anglès. El 1998 fou escollit per la Football League a la llista de les 100 llegendes del futbol anglès.

## Palmarès
Leicester City
- Copa de la Lliga anglesa:
  - 1964

Stoke City
- Copa de la Lliga anglesa:
  - 1972

Anglaterra
- Copa del Món de Futbol:
  - 1966
- Campionat Britànic de futbol:
  - 1964 (compartit), 1965, 1966, 1968, 1969, 1970 (compartit), 1971, 1972